# Lisiguangita
La lisiguangita és un mineral de la classe dels sulfurs que pertany al grup de la mückeïta. Va ser anomenada en honor del geòleg xinès Li Siguang (1889-1971).

## Característiques
La lisiguangita és un sulfur de fórmula química CuPtBiS₃. Cristal·litza en el sistema ortoròmbic.
Segons la classificació de Nickel-Strunz, la lisiguangita pertany a «02.GA: nesosulfarsenats, nesosulfantimonats i nesosulfbismutits sense S addicional» juntament amb els següents minerals: proustita, pirargirita, pirostilpnita, xantoconita, samsonita, skinnerita, wittichenita, lapieïta, mückeïta, malyshevita, aktashita, gruzdevita, nowackiïta, laffittita, routhierita, stalderita, erniggliïta, bournonita, seligmannita i součekita.

## Jaciments
La lisiguangita va ser descoberta a una ocurrència de granat proxenita, als monts Yan (Chengde, Hebei, República Popular de la Xina). Es tracta de l'únic indret on ha estat trobada aquesta espècie mineral.